# Djibril Cissé
Djibril Aruun Cissé (nascut a Arle, el 12 d'agost del 1981), és un futbolista professional francès que actualment juga de davanter al SS Lazio de la Serie A italiana. Cissé, també juga per la selecció de França des del 2002. Des del 2005, ell té el títol de Senyor del Feu de Frodsham.
Cissé va començar la seva carrera a l'AC Arles en el 1989 a l'edat dels vuit anys. Després de set anys en el club, va tenir un període de sis mesos al Nîmes Olympique després de traslladar-se a l'AJ Auxerre per unir-se a la seva pedrera.

## Palmarès
Auxerre
- 1 Copa francesa: 2002-03.

Liverpool FC
- 1 Lliga de Campions de la UEFA: 2004-05.
- 1 Supercopa d'Europa: 2005.
- 1 Copa anglesa: 2005-06.

Panathinaikos
- 1 Lliga grega: 2009-10.
- 1 Copa grega: 2009-10.

Selecció francesa
- 1 Copa Confederacions de la FIFA: 2003.

## Referències

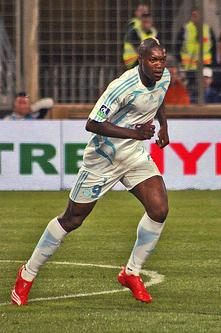
Djibril Cissé a Marsella

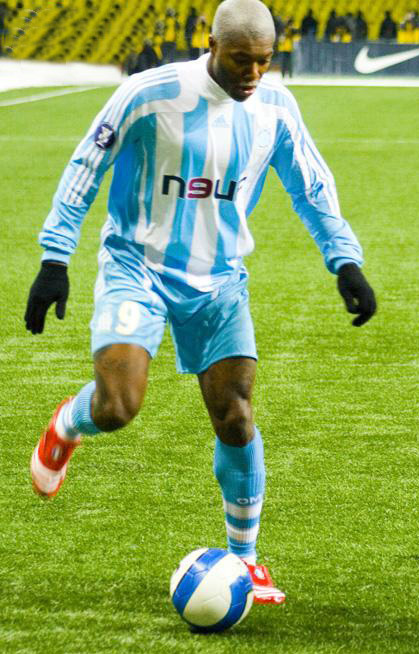
Djibril Cissé a Moscou